# Bryhnia nepalensis
Bryhnia nepalensis är en bladmossart som beskrevs av Takaki in Noguchi, Takaki och H. Inoue 1966. Bryhnia nepalensis ingår i släktet Bryhnia och familjen Brachytheciaceae. Inga underarter finns listade i Catalogue of Life.